# Paralcaligenes ureilyticus
Paralcaligenes ureilyticus es una especie de bacteria gramnegativa del género Paralcaligenes. Fue descrita en el año 2011, es la especie tipo. Su etimología hace referencia a disolución de urea. Es aerobia y móvil por flagelo polar. Tiene un tamaño de 0,4-0,5 μm de ancho por 1,2-1,8 μm de largo. Catalasa y oxidasa positivas. Forma colonias circulares, convexas y blanquecina en agar R2A tras 2 días de incubación. Temperatura de crecimiento entre 10-30 °C, óptima de 28 °C. No crece en agar MacConkey. Tiene un contenido de G+C de 55,1%. Se ha aislado del suelo en Corea del Sur.